# Vrbanja (kanton sarajewski)
Vrbanja – wieś w Bośni i Hercegowinie, w Federacji Bośni i Hercegowiny, w kantonie sarajewskim, w gminie Hadžići. W 2013 roku liczyła 377 mieszkańców, z czego większość stanowili Boszniacy.